# 札幌市立新琴似緑小学校
札幌市立新琴似緑小学校（さっぽろしりつ しんことに みどりしょうがっこう）は、北海道札幌市北区新琴似10条11丁目にある公立小学校。
1979年（昭和54年）11月1日、札幌市立新琴似西小学校を母体とし、それに加えて札幌市立新琴似北小学校と札幌市立光陽小学校の3校からの児童1110名を迎えて開校した。
校歌の作詞は鈴木繁、作曲は駒ヶ嶺大三である。 